# Juliusz Słowacki
Juliusz Słowacki (Kremenec', 4 settembre 1809 – Parigi, 3 aprile 1849) è stato un poeta polacco.
È stato un poeta romantico, annoverato nel gruppo dei Tre Bardi, ovvero dei tre grandi poeti nazionali polacchi, insieme a Adam Mickiewicz e Zygmunt Krasiński.

## Biografia
Nato a Kremenec', nel territorio dell'Impero russo, studiò a Vilnius, dove suo padre, anch'egli un letterato, era professore di lingua polacca alla locale Università. Sin da giovane venne fortemente influenzato dalla poesia di Lord Byron e di Shakespeare.
Le sue prime opere attingevano ad episodi storici, spesso con un particolare gusto per l'esotico ed il mondo orientale, o erano tragedie che attingevano comunque da episodi storici. Di questo periodo sono anche le sue traduzioni in lingua polacca di Alphonse de Lamartine e Tommaso Moro.
Agli inizi del 1829 si trasferì a Varsavia, dove aveva ottenuto un posto di impiegato amministrativo, ed ebbe così occasione di assistere di persona ai fatti dell'insurrezione polacca di novembre del 1830-31, che influenzarono fortemente la sua creatività artistica dandole un più forte tono nazionalistico.
Dopo aver scritto tre poemi di stampo patriottico, che lo resero celebre al pubblico polacco, partì in missione diplomatica per Londra, trasferendosi in seguito a Parigi, seguendo le orme di molti altri dissidenti politici polacchi nella Grande Emigrazione.
Con grande ironia della sorte la prima raccolta poetica pubblicata in Francia non raccolse alcun successo nella sua madrepatria.
Morì di tubercolosi a Parigi il 3 aprile 1849.
Al poeta è stato intitolato il Teatro Juliusz Słowacki di Cracovia.

## Opere (parziale)
- 1832 – Lambro
- 1833 – Kordian
- 1835-1838 – In Svizzera (W Szwajcarii)
- 1839 – Lilla Weneda
- 1839 – Tomba di Agamennone (Grób Agamemnona)
- 1839-1840 – Mio testamento (Testament mój)
- 1839 – Mazepa
- 1844-1845 – Samuel Zborowski
- 1844-1845 – Fantazy
- 1845-1849 – Spirito regale (Król-Duch)
- Così Dio mi aiuti (Tak mi Boże dopomóż)